# Sclerophrys asmarae
Espèce
Synonymes
- Bufo asmarae Tandy, Bogart, Largen & Feener, 1982
- Amietophrynus asmarae (Tandy, Bogart, Largen & Feener, 1982)

Statut de conservation UICN

 LC  : Préoccupation mineure
Sclerophrys asmarae est une espèce d'amphibiens de la famille des Bufonidae.

## Répartition
Cette espèce se rencontre en Éthiopie entre 1 800  et   3 000 m d'altitude dans les hauts plateaux des deux côtés de la vallée du Grand Rift et en Érythrée jusqu'à seulement 200 m d'altitude.

## Description
Le mâle holotype mesure 78,8 mm. Cette espèce est tétraploïde, 4n=40.

## Étymologie
Son nom d'espèce lui a été donné en référence au lieu de sa découverte, Asmara.

## Publication originale
- Tandy, Bogart, Largen & Feener, 1982 : A tetraploid species of Bufo (Anura, Bufonidae) from Ethiopa. Monitore Zoologico Italiano, Nuova Serie, Supplemento, vol. 17, no 1, p. 1–71.